# Anopheles eiseni
Anopheles eiseni este o specie de țânțari din genul Anopheles, descrisă de Daniel William Coquillett în anul 1902. Conform Catalogue of Life specia Anopheles eiseni nu are subspecii cunoscute.